# Körülírás
A körülírás, idegen szóval perifrázis terminus eredetileg a retorika területéhez tartozott. Ezen a szakterületen a szóképek közé tartozik, olyan szócsoportot nevezve meg, amely egyetlen szót helyettesít, több lehetséges céllal. Az egyik nagyobb kifejező erő elérése. Példák erre (magyarul) Árpád fiai, Csaba népe, (franciául) la Ville Lumière (szó szerint ’A világosságváros’) Párizsra értve, la grande bleue (szó szerint ’a nagy kék’) ’a tenger’ helyett, (angolul) the Emerald Isle (szó szerint ’a smaragd sziget’) Írországot megnevezve. Körülírást használnak továbbá gúnyos célzattal (pl. Ott állt ingben, glóriában), kímélő jelleggel (Hátul állt, amikor az észt osztogatták) vagy illetlennek tekintett szavak helyettesítése céljából: Szükségére megy.
A nyelvészetben a „körülírás” terminust átvették a fenti értelemben, de ennél tágabban is. Egyes nyelvek grammatikáiban belefoglalják a valamilyen szófaji értékű szókapcsolatokat (lásd a következő szakaszt), de általában az analitikus grammatikai alakokat is, a szintetikusokkal ellentétben. Ez abból indul ki, hogy egyes nyelvek történetében analitikus alakok helyettesítettek szintetikusokat ugyanolyan grammatikai jelentések kifejezése végett, ami megfelel a körülírás eredeti meghatározásának (egyetlen szót helyettesítő szócsoport). A francia nyelvben, például, j’ai fait ’csináltam, tettem’ a latin feci megfelelője.
A fentieket figyelembe véve megkülönböztethető lexikai körülírás és grammatikai (alaktani).

## Lexikai körülírások
Egyes nyelvekben, mint például a francia vagy a román, majd mindegyik szófajhoz tartoznak olyan állandósult szókapcsolatok, amelyeket nem elemeznek, mivel alkotóelemeik elveszítették szemantikai autonómiájukat, és ebből a szempontból egység jellemzi őket. Ezen nyelvek grammatikáiban külön terminus is van az ilyen körülírásokra, (franciául) locution, (románul) locuțiune. Magyarul egyes szerzőknél megfelelőjeként megtalálható a valamilyen szófaji értékű szókapcsolat elnevezés.
Az ilyen körülírások egysége többféle kritérium szerint állapítható meg, melyek mindegyikének csak egyesek felelnek meg (franciául):
- Egyetlen szóval helyettesíthető (paradigmai kritérium), pl. Il voyage en chemin de fer ’Vasúton utazik’ / Il voyage en voiture ’Autóval utazik’.
- Nem tart be valamilyen szerkesztési szabályt, például nincs determinánsa a benne részt vevő főnévnek (mondattani kritérium): avoir lieu (szó szerint ’hely van’) ’történik’.
- Jelentése más, mint a külön tekintett összetevőié, vagy szinonimája egy szónak (szemantikai kritérium): bande dessinée (szó szerint ’rajzolt szalag’) ’képregény’, machine à laver (szó szerint ’mosásra való gép’) = lessiveuse ’mosógép’.
- Ma már magában nem használt szót vagy szókapcsolatot (archaizmust) tartalmaz: d’ores et déjà ’immár, máris’. D’ores egykor magában jelentette azt, hogy ’immár’, tehát a körülírás szó szerinti jelentése ’immár és már’.

Lexikai körülírások szófajok szerint:
- főnév: francia chemin de fer ’vasút’,[6] román băgare de seamă ’figyelem’;[7]
- melléknév: fr. Il rencontra une dame comme il faut (szó szerint ’ahogy kell’) ’Rendes hölggyel találkozott’,[6] rom. în floarea vârstei (szó szerint ’a kor virágában’) ’fiatal’;[7]
- névmás: fr. Quelque chose est arrivé ’Történt valami’,[6] rom. vrute și nevrute (szó szerint ’akartak és nem akartak’) ’sok és sokféle’;[7]
- határozatlan determináns: fr. n’importe quel (szó szerint ’nem fontos, milyen) ’akármilyen’;[6]
- ige: magyar váddal illet, harcot folytat, beleegyezését adja;[1] fr. avoir lieu ’történik’, rom. a o lăsa moartă (szó szerint ’holtan hagyja’) ’lemond vmiről’,[7] montenegrói voditi borbu ’harcot folytat’;[8]
- határozószó: fr. à son corps défendant (szó szerint ’testét védve’) ’akarata ellenére’,[6] rom. cu noaptea-n cap (szó szerint ’az éjszakával a fejben’) ’nagyon korán reggel’;[7]
- elöljárószó: fr. quant à ’illetően’,[6] rom. de față cu ’jelenlétében’;[7]
- kötőszó: fr. bien que ’bár’,[6] rom. în schimb (szó szerint ’cserében’) ’viszont’;[7]
- indulatszó: fr. Par exemple ! (szó szerint ’például’) ’Micsoda?!’,[6] rom. ți-ai găsit! (szó szerint ’találtál magadnak’) ’dehogy, fenéket!’[7]

Egyes esetekben párhuzamosság van különböző szófajokhoz tartozó körülírások szerkezetét illetően: Példák (románul):
cu toate acestea (szó szerint ’mindezekkel’) ’ennek ellenére’ (határozószó) – cu toate că ’bár’ (kötőszó);
în jur ’körül’ (határozószó) – în jurul ’körül’ (kötőszó);
înainte de ’előtt’ (elöljáró) – înainte (ca) să ’mielőtt’ (kötőszó).

## Grammatikai körülírások
Abból a szempontból, hogy egységes grammatikai jelentésűek, körülírásoknak tekintik az analitikus szerkezetű grammatikai alakokat is. Ilyenek főleg az ige nyelvtani kategóriáit fejezik ki, de egyéb szófajokéit is.

### Igei körülírások
A körülírásos igealakok, melyeket másként összetetteknek neveznek, segédigékkel alakulnak.

#### Igemód- és igeidőalakok
Vannak körülírásos igeidőalakok, a magyarban csak kettő: a kijelentő mód jövő időé (élni fog) és a feltételes mód múlt időé: kért volna.
A francia nyelvben viszonylag sok körülírásos igeidőalak van. A grammatikák összetett alakoknak nevezik a fő ilyeneket, melyeket az avoir (lexikai jelentése ’birtokolni’) és az être (lexikai jelentése lenni) segédigékkel és a lexikai jelentésű igének („főigének”) megfelelő múlt idejű melléknévi igenévvel alakítanak, például az összetett múlt időt: J’ai gagné un beau livre ’Nyertem egy szép könyvet’. Csak a többit nevezik körülírásos igeidőalakoknak, amelyek ún. félsegédigékkel alakulnak és az igének megfelelő főnévi igenévvel, pl. a közvetlen jövő idő: Nous allons goûter le champagne ’Most megkóstoljuk a pezsgőt’.
Az angol nyelvben két igeidőalakon kívül (egyszerű jelen és egyszerű múlt) az összes többi körülírásos: a folyamatos jelen (We are playing cards now ’Most kártyázunk’), a folyamatos múlt (We were playing cards at the time ’Akkor éppen kártyáztunk’) stb.
A románban van egy körülírásos igemód- és egyben igeidőalak (a feltételes mód jelen idő – aș vorbi ’beszélnék’), és a többi igeidőalak többsége is körülírásos: az összetett múlt idő (am vorbit ’beszéltem’) vagy a jövő idő: voi vorbi ’beszélni fogok’.
A közép-délszláv diarendszer nyelveiben ugyancsak találhatók ilyen igemód- és igeidőalakok: a feltételes mód (Morali bismo ga pośetiti ’Meg kellene látogatnunk őt’), a múlt idő (Jeste li čuli? ’Hallottátok?’), a jövő idő: Jednog dana on će završiti studije ’Egy szép napon be fogja fejezni a tanulmányait’ stb.

#### Igenemet, igeszemléletet, modalitást és pragmatikai jelentést kifejező alakok
Az újlatin nyelvekben például, a szenvedő igenemet úgy fejezik ki, hogy a létigét ragozzák cselekvő igeként, és hozzáadják a „főigének” megfelelő múlt idejű melléknévi igenevet: fr. La lettre a été envoyée ’A levelet elküldték’ (szó szerint ’A levél el lett küldve’).
A műveltető (idegen szóval faktitív) igenem kifejezése körülírásos például a franciában és az angolban, a ’csinál, tesz’ lexikai jelentésű félsegédigével: fr. Le portier a fait remplir les fiches d’hôtel ’A portás kitöltette a szállodacédulákat’, ang. She makes him eat ’Eteti őt’.
A magyarban az egyik igeszemléletre, a szokásos cselekvést, történést, állapotot kifejezőre van körülírás, a szokott segédigével: Esténként olvasni szokott.
Az angolban a folyamatos igeidőalakok (lásd fentebb) egyben a folyamatos igeszemléletet is kifejezik.
A franciában igeszemléletet kifejező körülírásokra példák az alábbiak:
- cselekvés kezdete:

En entandant cette histoire, tout le monde s’est mis à rire ’Ezt a történetet hallva, mindenki elkezdett nevetni’;
Il était sur le point de se coucher, lorsque nous sommes arrivés ’Már majdnem lefeküdt, amikor megérkeztünk’;
- cselekvés folyamatban léte: Ne dérange pas Stanislas ! Il est en train de travailler ’Ne zavard Stanislas-t! Most dolgozik’;
- cselekvés vége:

Au bout de trois jours, la pluie a enfin cessé de tomber ’Három nap után az eső végre elállt’ (szó szerint ’… megszűnt esni’);
Tu peux prendre le journal. J’ai fini de le lire ’Elveheted az újságot. Kiolvastam’ (szó szerint ’Befejeztem olvasni’).
Példák modalitást kifejező körülírásokra a következők:
- cselekvés, történés akaratlan volta: magy. Ha el találod árulni a titkot, megharagszom;[21]
- cselekvés, történés akart volta: fr. Je veux savoir ’Tudni akarom’;[23]
- eshetőség: ang. We may have problems ’Lehetséges, hogy gondjaink lesznek’;[24]
- képesség: magy. El tudod ezt nekem intézni?;[21]
- kötelezettség, szükségesség: rom. Am a scrie / de scris ’Írnivalóm van’;[25]
- látszat: fr. Le temps semble s’améliorer ’Az időjárás javulni látszik’;[23]
- lehetőség: szerb Ja ovde mogu studirati/da studiram ’Én itt tudok tanulni’;[26]
- majdnem megvalósult cselekvés: fr. Nous avons failli réussir ’Majdnem sikerült (nekünk)’.[27]
- valószínűség: (franciául) Quelle chaleur ! Il doit faire au moins 35 °C ’Micsoda hőség! Legalább 35 fok lehet’.[22]

Pragmatikai körülírás a magyarban a tetszik segédigével alakul: Tetszett már venni a süteményből?

### A fokozást kifejező körülírások
Egyes nyelvekben az összes, másokban egyes fokozást kifejező melléknévi és határozószói alakok körülírásosak. A magyar nyelvben csak a tulajdonság kisebb fokát fejezik ki ilyenek, pl. kevésbé rossz, a legkevésbé jó.
Az angolban a legtöbb melléknév és határozószó fokozása csak analitikus (more interesting ’érdekesebb’), egyesek felfelé fokozása csak szintetikus, azaz toldalékkal megvalósított (bigger ’nagyobb’), és néhányat mindkét módszerrel lehet fokozni: happier vagy more happy ’boldogabb’, the happiest vagy the most happy ’a legboldogabb’.
A franciában is, kivéve néhány melléknév és határozószó felfelé fokozását illetően, mindegyik fokozott alak analitikus: plus cher ’drágább’, moins cher ’kevésbé drága’, le plus fort ’a legerősebb’, la moins gentille ’a legkevésbé kedves’.
A románban csak analitikus fokozott alakok vannak: mai înalt ’magasabb’, mai puțin înalt ’kevésbé magas’, cel mai înalt ’a legmagasabb’, cel mai puțin înalt ’a legkevésbé magas’.